# Эйсмонт, Иван Михайлович
Иван Михайлович Э́йсмонт (бел. Іван Міхайлавіч Эйсмант; псевдоним на телевидении — Михайлов; род. 20 января 1977, Луцковляны, Гродненский район, Гродненская область, Белорусская ССР, СССР) — белорусский пропагандист, журналист, председатель «Национальной государственной телерадиокомпании Республики Беларусь» («Белтелерадиокомпании») с 2018 года.

## Биография
Родился в деревне Луцковляны Гродненского района. В 1998 году окончил юридический факультет Академии МВД Республики Беларусь. После окончания вуза работал в милиции, одновременно работал внештатным корреспондентом спортивной газеты «Прессбол». Имеет звание капитана.
В 2006 году по протекции сестры, спортивной журналистки Анны Эйсмонт, пришёл на телевидение. На государственных телеканалах «Беларусь 1» и «Беларусь 2» работал политическим обозревателем, руководителем соответствующего отдела, вёл новостные программы и специальные программы «Сфера интересов», «Деловая жизнь», «Зона-Х», «Спорт-кадр». Работая ведущим, познакомился с будущей женой Натальей Селюн. В 2010 году они поженились.
В 2014 году его жена Наталья Эйсмонт была назначена пресс-секретарём президента Республики Беларусь Александра Лукашенко и вскоре стала считаться одной из самых влиятельных женщин в руководстве республики. 12 мая 2017 года Иван Эйсмонт был назначен заместителем председателя Белтелерадиокомпании, 6 февраля 2018 года назначен её председателем.
В феврале 2020 года заявил, что на базе Агентства телевизионных новостей будет создан новый новостной канал, сравнимый с Euronews и BBC. В феврале 2020 года пренебрежительно высказывался о классическом правописании белорусского языка (тарашкевице) В июне 2020 года, комментируя дело Белгазпромбанка и Виктора Бабарико, заявил, что «во внутренние белорусские дела вмешивается другое государство». В июле 2020 года выразил уверенность в том, что значительная часть белорусского сегмента Интернета «используется на раскачивание ситуации».
В августе 2020 года часть сотрудников Белтелерадиокомпании попыталась организовать забастовку. Эйсмонт отказался выходить к протестующим на улицу, заявив, по словам переговорщиков, что «все, кому что-то не нравится, могут уволиться в течение часа». Через несколько дней Эйсмонт ответил на официальные уведомления о начале забастовки, заявив, что она противоречит законодательству. Часть уволенных и уволившихся сотрудников заменили российскими гражданами, в том числе с «RT». Также Эйсмонт отказался освещать массовые протесты в республике, что являлось одним из требований нескольких сотен сотрудников Белтелерадиокомпании. 12 марта 2022 года поддержал призывы заблокировать Facebook на территории Республики Беларусь и сравнил Марка Цукерберга с Адольфом Гитлером, призвав возбудить против него уголовное дело.
На выборах 2024 года выдвинул свою кандидатуру в Минский городской совет депутатов.

## Международные санкции
Иван Эйсмонт становился субъектом запрета на поездки и замораживания активов Европейским союзом как часть списка белорусских чиновников, которым запрещён въезд в ЕС. После президентских выборов 17 декабря 2020 года Эйсмонт был включён «чёрный список» Евросоюза за нарушения прав человека. Совет Европейского союза отметил, что Эйсмонт как глава Белтелерадиокомпании ответственен за распространение пропаганды в государственных СМИ и поддерживает режим Лукашенко. Также Эйсмонт выступил с публичными заявлениями с критикой мирных протестующих и отказался освещать протесты, уволив бастующих сотрудников Белтелерадиокомпании. Кроме того, Эйсмонта в свои санкционные списки включили Великобритания, Швейцария. 26 января 2021 года к декабрьскому пакету санкций ЕС присоединились Албания, Исландия, Лихтенштейн, Норвегия, Северная Македония, Черногория. В августе 2023 года к санкциям против Эйсмонта присоединилась Канада.

## Награды
- Медаль Франциска Скорины (2014).
- Благодарность Президента Республики Беларусь (31 марта 2022 года) — за многолетний плодотворный труд, высокий профессионализм, значительный личный вклад в государственное строительство, активное участие в общественно-политической жизни страны[26].